# Julie Sabatié
Julie Martine Sabatié (ur. 24 grudnia 1994) – francuska zapaśniczka walcząca w stylu wolnym. Zajęła dziewiąte miejsce na mistrzostwach świata w 2017 roku. 
Siódma w mistrzostwach Europy w 2023. Jedenasta w indywidualnym Pucharze Świata w 2020. Piąta na igrzyskach europejskich w 2015. Srebrna medalistka igrzysk śródziemnomorskich w 2018 i 2022; czwarta w 2013. Druga na ME kadetów w 2009 roku.
Mistrzyni Francji w 2014, 2015, 2017, 2018, 2019, 2020, 2021 i 2022; druga w 2013 i trzecia w 2012 roku.